# كيت بيرغمان
كيت بيرغمان (بالفنلندية: Kati Bergman)‏ هي مغنية ومذيعة وإذاعية وعازفة بيانو وممثلة فنلندية، ولدت في 12 ديسمبر 1959.

## وصلات خارجية
- كيت بيرغمان على موقع IMDb (الإنجليزية)
- كيت بيرغمان على موقع ميوزك برينز (الإنجليزية)
- كيت بيرغمان على موقع قاعدة بيانات الفيلم (الإنجليزية)